# Lew Naumow
Lew Nikołajewicz Naumow (ros. Лев Николаевич Наумов; ur. 12 lutego 1925 w Rostowie, zm. 21 sierpnia 2005 w Moskwie) – rosyjski pianista, kompozytor i pedagog.

## Życiorys
Studiował u Heinricha Neuhausa, został jego asystentem i ostatecznie następcą. Był profesorem fortepianu w Konserwatorium Moskiewskim oraz członkiem jury międzynarodowych konkursów. Wśród jego uczniów w różnych okresach byli tacy pianiści, jak: Aleksiej Nasedkin, Wasilij Łobanow, Andriej Chotiejew, Władimir Wiardo, Andriej Gawriłow, Ilia Itin, Aleksiej Sułtanow, Rem Urasin, Lim Dong-hyek, Paweł Gintow, Aleksandr Celakow, Nairi Grigorian.
Zasłużony Artysta RFSRR (1966), Zasłużony Działacz Sztuk RFSRR (1978). Pochowany na Cmentarzu Chowańskim w Moskwie.